# Międzyleś (powiat wołomiński)
Międzyleś – wieś w Polsce położona w województwie mazowieckim, w powiecie wołomińskim, w gminie Poświętne. Ma status sołectwa.
| SIMC    | Nazwa    | Rodzaj     |
| ------- | -------- | ---------- |
| 1060100 | Szymanka | przysiółek |
| 0684211 | Szymanka | część wsi  |

Do 1954 roku siedziba gminy Międzyleś. W latach 1954–1972 wieś należała i była siedzibą władz gromady Międzyleś. W latach 1975–1998 miejscowość należała administracyjnie do województwa siedleckiego.
Wierni Kościoła rzymskokatolickiego należą do parafii św. Józefa Oblubieńca Najświętszej Maryi Panny we Franciszkowie.